# Mehun-sur-Yèvre
Mehun-sur-Yèvre è un comune francese di 6 924 abitanti situato nel dipartimento del Cher, nella regione del Centro-Valle della Loira.
Nel comune è situato anche l'omonimo castello di Mehun-sur-Yèvre.

## Società

### Evoluzione demografica
Abitanti censiti